# Скаф, Май
Май Скаф (араб. مي سكاف‎; 13 апреля 1969, Дамаск — 23 июля 2018[…], Дурдан, Франция) — сирийская актриса и активистка.

## Биография
Май Скаф родилась 13 апреля 1969 года в Дамаске (Сирия) в христианской семье и выросла в мусульманском районе города. Её актёрский талант появился во время учёбы в университете Дамаска на факультете французской литературы, где вместе с сокурсниками участвовала в театральных выступлениях во Французском культурном центре.
Актёрский дебют Май Скаф состоялся в 1993 году в драме «Отголоски сторон» режиссёра Махира Каддо. Её последующая актёрская карьера не была плодовитой, однако она стала известна своими немногочисленными острохарактерными ролями. В 2004 году она основала в Дамаске центр драматического образования «Teatro», ставший платформой для самовыражения молодых и амбициозных артистов.
После начала гражданской войны в Сирии в 2011 году Май Скаф выступила против режима Башара Асада, присоединившись к оппозиции. Она была среди подписавших петицию, призывающую сирийское правительство снять осаду с Деръа и допустить в город гуманитарную помощь. После её ареста во время акции протеста в Дамаске в июле 2011 года, Скаф стала одним из символов антиправительственного восстания, а её имя скандировали демонстранты в Хомсе и Восточной Гуте. После второго ареста в 2012 году, обеспокоенная безопасностью матери и сына, актриса решила покинуть Сирию. В 2013 году, вопреки запрету сирийских сил безопасности, Скаф бежала из Дамаска в Амман, где жила с сыном до 2015 года, после чего переехала во Францию. Актриса, которую называли «лицом сирийской революции», продолжала борьбу с режимом и из эмиграции. В 2016 году Скаф принимала участие в берлинской акции протеста против европейской политики в отношении беженцев. Суть акции заключалась в том, чтобы правительство Германии разрешило беженцам прибывать в страну на самолёте без действующих виз, тем самым не провоцируя их выбирать для себя опасные для жизни маршруты контрабандистов.
Май Скаф умерла 23 июля 2018 года от сердечного приступа в Дурдане (департамент Эсон, Франция) в возрасте 49 лет. За пару дней до своей смерти она побывала в Бейруте, из-за чего у её семьи возникли подозрения в причастности «Хизбаллы» к её смерти. Её последняя запись в социальной сети Facebook, сделанная 20 июля, гласит: «Я никогда не потеряю надежду. Моя великая Сирия не будет Сирией Асада». Она была замужем и имела одного сына по имени Джуд.